# Setenta e Quatro (jornal digital)
O Setenta e Quatro foi um jornal digital dedicado ao jornalismo de investigação que atua na "garantia dos valores democráticos e progressistas". Lançado em julho de 2021, manteve a sua sua redação em Lisboa, Portugal, até encerrar em março de 2024.

## História
O Setenta e Quatro foi lançado a 13 de julho de 2021 no espaço cultural Casa do Capitão, em Lisboa. O jornal assumia-se como um "projeto de informação digital que atua na garantia dos valores democráticos e progressistas", acreditando que "o jornalismo de investigação é um pilar fundamental para a realização de uma sociedade democrática".
O Setenta e Quatro publicava online, mantendo os artigos de acesso livre por defender que "o jornalismo é um serviço público" e que a "informação é um direito", cujo acesso "promove o exercício democrático e fortalece a opinião pública". O jornal publicou edições semanais, nas quais se podem ler entrevistas, artigos longos e aprofundados, ensaios, crónicas e investigações (nove, no total).
A redação inicial era composta por Ricardo Cabral Fernandes (diretor), Filipe Teles, Isabel Lindim e Joana Ramiro. A partir de dezembro de 2021, juntaram-se mais dois jornalistas: Ana Patrícia Silva e João Biscaia. O jornal contou ainda com um grupo de cronistas: Diogo Faro, Teresa Coutinho, Pedro Coelho, Guilherme Trindade, Filipe Vargas e Paula Cardoso. Os cronistas do blogue Ladrões de Bicicletas (João Rodrigues, José Gusmão, Nuno Serra, Vera Ferreira, Vicente Ferreira) também colaboraram com crónicas semanais.
A primeira grande investigação, Licença para odiar: como nasce uma filial dos Proud Boys em Portugal, publicada aquando do lançamento do jornal, partiu da infiltração de um jornalista no grupo de extrema-direita Proud Boys Portugal. No lançamento da publicação, o Setenta e Quatro disponibilizou também um wiki que mapeia a extrema-direita portuguesa de 1974 a 2021.
Em colaboração com a SIC, o Setenta e Quatro publicou ainda em 2021 a segunda grande investigação, Testa de Ferro. Neste trabalho sobre a relação de Luís Filipe Vieira com o Banco Espírito Santo (BES) e o Novo Banco, o jornal digital publicou dez reportagens, percorreu Portugal e foi ainda ao Brasil atrás dos negócios do ex-presidente do Sport Lisboa e Benfica.
Destacam-se outras investigações sobre práticas de conversão de orientação sexual, premiada pela publicação Dezanove, e sobre a violência obstétrica em Portugal. Mais recentemente, em outubro de 2022, o Setenta e Quatro publicou a série de investigação Anatomia de um Homicídio, sobre o assassinato do militante do Partido Socialista Revolucionário José Carvalho por skinheads de extrema-direita a 28 de outubro de 1989.
Em novembro de 2022, o jornal publicou a investigação Polícias sem lei, sobre a violência, racismo e discurso de ódio de elementos das forças de segurança, nomeadamente da PSP e da GNR, integrada no primeiro consórcio de jornalistas de investigação portugueses. Na sequência da publicação da investigação, o Ministério Público abriu um inquérito sobre as mensagens reveladas. O Ministro da Administração Interna, José Luís Carneiro, a Ministra Adjunta e dos Assuntos Parlamentares, Ana Catarina Mendes, a Inspetora-Geral da Administração Interna, Anabela Ferreira, o Comandante-Geral da GNR, José Santos Correia, e o Diretor-nacional da PSP, Magina da Silva, foram inquiridos no Parlamento português por causa das revelações da investigação. Dedicou-se durante 2023 a investigar a violência sexual em instituições de saúde, numa série de reportagens apoiadas pelo Pulitzer Centre, e as ligações entre figuras políticas e o banqueiro Ricardo Salgado. 

## Parcerias
Um dos pilares editoriais do Setenta e Quatro foi a colaboração com outros jornalistas e órgãos de comunicação social, recusando a lógica da concorrência, para "fortalecer o jornalismo de investigação". O jornal digital disse querer colaborar com organizações da sociedade civil que partilhavam do seu quadro de valores.
A primeira parceria foi estabelecida com a SIC, resultando na investigação Testa de Ferro, assinada por Filipe Teles e pelo jornalista da Grande Reportagem SIC Pedro Coelho.
Em janeiro de 2022, o Setenta e Quatro estabeleceu uma parceria com o coletivo universitário Repórteres Em Construção (REC) criado em 2018. As edições semanais do jornal digital passaram a contar com testemunhos de jornalistas recolhidos no Manual da Reportagem do REC, organizado por Pedro Coelho, Ana Isabel Reis e Luís Bonixe. Em abril de 2022, o jornal digital firmou uma parceria com o blogue Ladrões de Bicicletas, um "espaço de opinião de esquerda, socialista" composto por economistas portugueses. A parceria com o Setenta e Quatro materializou-se em crónicas semanais no espaço do jornal digital.
Os jornalistas Filipe Teles e Ricardo Cabral Fernandes foram cofundadores do primeiro consórcio de jornalistas de investigação, O Consórcio - Rede de Jornalistas de Investigação, onde também se incluíam jornalistas da SIC, do Investigate Europe, do Fumaça e freelancers, além de académicos e advogados. O consórcio pretendeu promover pontes com a Academia, integrando académicos e alunos de jornalismo, para fortalecer a prática jornalística em Portugal.
O jornal fechou em março de 2024, após perto de três anos em atividade, "por razões exclusivamente financeiras". Num comunicado conjunto, os quatro redatores do Setenta e Quatro assumiram que a publicação tinha dificuldades há vários meses, apesar das doações de mais de dois mil leitores, culpando a falta de mecenato e de financiamento público do jornalismo em Portugal pela falta de opções para sustentar o órgão.

## Financiamento
O Setenta e Quatro era detido pela associação sem fins lucrativos Continuar para Começar - Associação Cívica, presidida pela advogada Carmo Afonso. O jornal afirmou-se como "independente de organizações partidárias, sindicais, desportivas, religiosas, económicas e financeiras", assentando num modelo de financiamento através de bolsas de investigação, publicidade e subscrições, oferecendo cinco modalidades diferentes.
Em julho de 2021, a ex-candidata à Presidência da República Ana Gomes doou o excedente da sua campanha (31 mil euros) ao Setenta e Quatro. A antiga diplomata justificou a sua doação com o facto de considerar que o jornalismo de investigação é uma "ferramenta indispensável no combate pelos valores fundamentais da democracia e dos direitos humanos".
Em outubro de 2021, o jornal digital lançou a campanha crowdfunding "Para lá do blá-blá-blá" para enviar as jornalistas Isabel Lindim e Joana Ramiro à 26ª Conferência das Nações Unidas sobre Alterações Climáticas (COP26), em Glasgow, na Escócia. A campanha arrecadou 4.040 euros. Uma nova campanha, em outubro de 2023, reuniu mais 18 mil euros para evitar o fecho da redação.